# Chris Gardner
Christopher Paul Gardner (Milwaukee, Wisconsin, 9 de febrer de 1954) és un milionari emprenedor, conferenciant i filantrop nord-americà.
Va lluitar a favor de les persones sense llar als Estats Units mentre criava al seu fill Christopher al començament de la dècada de 1980. Resideix a Nova York i Chicago.
L'aventura de Gardner de ser un pare sense casa fins a arribar a ser multimilionari s'ha retratat en una pel·lícula que es va estrenar als Estats Units a la fi de 2006, titulada A la recerca de la felicitat, en la qual l'actor que encarna a Chris és Will Smith. La pel·lícula té com a guió una adaptació del llibre de les memòries de Gardner amb el mateix títol que va ser publicat el mateix any.

## Biografia
Christopher Paul Gardner més conegut com a Chris Gardner, va néixer el 9 de febrer de 1954 a Milwaukee a l'estat de Wisconsin. És un milionari emprenedor, conferenciant motivacional i filantrop.
En la seva infància gairebé no va tenir models masculins positius: el seu pare absent Thomas Turner vivia a Louisiana i el seu padrastre Freddie Triplett era molt violent.
Malgrat ser un matrimoni infeliç, la seva mare, Betty Jean, li va ser una font d'inspiració i fortalesa. Va animar Gardner a tenir confiança en si mateix. El propi Christopher la cita: «Només pots dependre de tu mateix, la cavalleria no vindrà a rescatar-te». Va ser el segon d'una família de quatre, la seva germana Ophelia (la major i filla d'un matrimoni previ), Sharon i Kim, filles del tercer matrimoni amb Freddie Tripplett.
El seu padrastre copejava la seva mare constantment deixant-la gairebé estabornida i els seus fills tenien por d'intervenir. Fins i tot en una ocasió la va acusar de treballar al mateix temps que rebia diners dels Serveis Socials, la qual cosa va provocar que la fiquessin a la presó i els seus fills haguessin d'anar a un centre de menors temporal fins a la seva sortida. A sobre, temps després, va ser empresonada de nou en tractar de cremar la casa amb Tripplett endins.
D'aquesta experiència, Gardner va decidir que lluitaria la resta de la seva vida contra l'alcoholisme, la violència domèstica, l'abús a menors i l'analfabetisme. Quan Gardner va entrar de nou al centre de menors, tenia amb prou feines vuit anys, va ser violat en una ocasió per un desconegut. En aquest període va conèixer els seus tres oncles materns: Archie, Willie i Henry. Sent aquest últim la més important influència de Gardner just quan més havia menester la figura d'un pare. Lamentablement, el seu oncle Henry va morir ofegat en el riu Mississipi mentre la seva mare continuava a la presó.
Entre els anys 60 i 70, Chris va sentir un profund orgull cap a la cultura afroamericana influenciat per Martin Luther King Jr., Malcom X i Eldridge Cleaver, així com un profund interès en temes de racisme i discriminació a Àfrica i els Estats Units.
També va desenvolupar un gust per la música en escoltar James Brown i Miles Davis, la qual cosa li va portar a aprendre a tocar la trompeta. Després d'acabar l'institut i inspirat pel seu oncle Henry, s'allistà com a membre del cos mèdic de la Marina Nord-americana. Aquí va conèixer el Dr. Robert Ellis, que li va oferir una feina com a assistent a la clínica de recerca del Centre Mèdic de la Universitat de Califòrnia i l'Hospital de veterans a San Francisco. Gardner el va acceptar i es va mudar a San Francisco el 1974. Durant dos anys, va aprendre com manejar el laboratori i fins i tot va col·laborar en articles de recerca amb Robert Ellis.
El 18 de juny de 1977, Chris Gardner es va casar amb Sherry Dyson, experta educativa en matemàtiques. Amb deu anys de pràctiques mèdiques, el més segur era que Chris triés una futura carrera mèdica. No obstant això, a causa de la llarga durada dels estudis i els notables canvis tecnològics que es produirien quan acabés, ja no podria servir-li tot l'après.
D'aquesta manera, li van aconsellar cercar una altra carrera, per la qual cosa en complir 26 anys va anunciar a la seva esposa que ja no volia ser doctor. Això provocà un refredament en la relació amb Sherry, agreujat per altres diferències ideològiques. Tres anys després Jackie Medina, una estudiant d'odontologia, en quedaria embarassada. Gardner va deixar la seva esposa per cuidar Jackie i el seu fill. Només nou anys després es oficialitzarà el divorci amb Sherry.
Christopher Jarrett Medina Gardner, fill de Chris, va néixer el 28 de gener de 1981. Quan amb prou feines va complir un any, Gardner per poder mantenir-se econòmicament va haver de prendre altres treballs. Entre ells com a representant de vendes de CMS, companyia d'equip mèdic amb un sou anual menor de 30.000 dòlars. Després es canviaria per a Van Waters & Rogers, una companyia més estable.
Motivat per les preguntes del seu fill, Gardner va decidir localitzar al seu pare biològic, que només coneixia per telèfon. Gràcies al seu nou treball en el qual guanyava més diners, va poder viatjar a Louisiana per trobar-se per primera vegada amb el. Al final d'aquest viatge va decidir que ell sí que aconseguiria ser un home d'èxit.
Després d'anar a una de les seves vendes, la vida de Gardner va canviar. Va conèixer un home impecablement vestit amb un Ferrari vermell. Curiós, Gardner li va preguntar que feia per viure i li va respondre que era corredor de borsa. Aleshores Gardner va decidir al que volia dedicar-se en el futur. Aquest home ben vestit era Bob Bridges, que el va introduir al món de les finances. Immediatament li va presentar al director de la signatura per parlar-li de programes de capacitació.
Durant els següents dos mesos, Gardner va cancel·lar totes les seves cites de venda. Gardner va tenir una oportunitat en ser acceptat en un programa de capacitació en I. F. Hutton. De cop va renunciar al seu treball per dedicar-se a temps complet a la preparació per ser corredor de borsa.
Quan per fi es va presentar a l'oficina el primer dia, es va trobar amb la sorpresa que havien acomiadat una setmana abans al director que el va contractar. Sense experiència ni llicenciatura ni connexions, va aconseguir que li fessin una entrevista a la borsa de valors Dean Witter Reynolds, però una setmana abans va ser detingut per no pagar 1.200 dòlars en multes de trànsit i va passar deu dies a la presó.
Quan va sortir, va descobrir que la Jackie se n'havia anat amb el seu fill i totes les seves pertinences, inclosa la seva roba. L'endemà, amb la mateixa roba amb què va entrar a la presó es va decidir a presentar-se. La tàctica va fer efecte i va aconseguir una ocupació com a aprenent per 1.000 dòlars al mes, que amb prou feines serien prou per viure. Quatre mesos després que Jackie desaparegués, va tornar per deixar-li de nou el seu fill perquè ell es fes càrrec del nen. A les pensions no s'acceptaven nens, però així i tot va acceptar la seva custòdia.
Malgrat tenir treball, el seu fill i ell vivien desemparats sense llar mentre estalviaven per llogar una casa a Berkeley a l'estat de Califòrnia. Cap dels seus companys de treball sabia que ell i el seu fill van viure un any sense casa. Tot el seu sou s'anava en bolquers, jardí infantil i menjar.
Tenia dos vestits, un de gris i un de blau, que carregava a la seva bossa. Al principi dormien en motels barats, però no es podien permetre aquest luxe durant tot el mes. Més endavant dormien on podien, com a la seva oficina, albergs, parcs i fins i tot als banys públics. Chris va rebre ajuda de les persones que menys esperava, les prostitutes en veure-ho empenyent l'atrotinat caminador del seu fill, li regalaven al nen bitllets de cinc dòlars. El mossèn Cecil Williams, en veure la dedicació de Gardner al seu fill, els va permetre quedar-se per uns quants mesos al refugi de mares indigents.
Avui dia quan se li pregunta a Christopher Gardner, Jr. com va ser viure sense sostre, respon: «No podria dir-te que fóssim sense-sostre, jo només sabia que sempre havíem d'anar-nos. Així que, si m'acordo d'alguna cosa, és de nosaltres movent-nos, sempre movent-nos». Gardner sempre va ser el primer a arribar a l'oficina i l'últim a anar-se'n, fent persistents trucades als clients que prospectava. El 1982, per fi va passar el seu examen per obtenir la llicència i va obtenir ocupació al despatx Dean Witter Reynolds.
Cinc anys després, Chris Gardner va establir la seva pròpia empresa de borsa de valors Gardner Rich & Co, a Chicago a l'estat d'Illinois. Va escollir aquest nom perquè considerava Marc Rich, com un dels homes i empresaris més reeixits del món. Consistia en una borsa de valors institucional especialitzada en deutes, les transaccions d'algunes de les institucions més grosses del país i plans per a pensions públiques.
La seva nova companyia va començar al seu petit pis amb una inversió inicial de 10.000 dòlars i una taula de fusta que servia per a l'hora del menjar en família. El 2006 va vendre Gardner Rich & Co. en un tracte multimilionari, i va fundar la Christopher Gardner International Holdings, amb oficines a Nova York, Chicago i San Francisco.
Ara fa inversions a Sud-àfrica que crearan centenars de treballs i introduiran milions en inversions estrangeres per a la nació. En l'actualitat també coopera en diverses organitzacions filantròpiques com a Cara Program i l'Església Metodista de San Francisco qui més el van ajudar quan ho van necessitar ell i el seu fill.
També va fundar un projecte milionari a San Francisco que crea cases de renda baixa i oportunitats d'ocupació. A Chicago assisteix aturats i dona orientació laboral i capacitació a gent sense llar ni recursos. També coopera amb el National Fatherhood Initiative per a l'ensenyament dels nens. Ha rebut el premi al Pare de l'Any en 2002, el 25 Premi Anual Humanitari i el 2006 el Premi a Amics d'Àfrica.
La seva història va passar inadvertida fins a aparèixer en una part del programa 20/20, el 2003. Una editorial es va interessar i va fer un llibre basat en la seva vida, que va ser adaptat per a la pantalla gran en la pel·lícula The Pursuit of Happyness produïda per Columbia Pictures i protagonitzada per Will Smith, que va ser nominat a l'Oscar per la mateixa pel·lícula. Ha estat doblat en català com La Recerca de la felicitat.